# Euctenurapteryx fumosa
Euctenurapteryx fumosa là một loài bướm đêm trong họ Geometridae.